# Liste der Kulturdenkmale in Teistungen
Die Liste der Kulturdenkmale in Teistungen umfasst die als Ensembles, Einzeldenkmale und Bodendenkmale erfassten Kulturdenkmale in der thüringischen Gemeinde Teistungen und ihrer Ortsteile (Stand: 11. Februar 2025).
Die Angaben in der Liste ersetzen nicht die rechtsverbindliche Auskunft der zuständigen Denkmalschutzbehörde.

## Legende
- Bild: zeigt ein Bild des Kulturdenkmals und gegebenenfalls einen Link zu weiteren Fotos des Kulturdenkmals im Medienarchiv Wikimedia Commons
- Bezeichnung: Name, Bezeichnung oder die Art des Kulturdenkmals
- Lage: Wenn vorhanden Straßenname und Hausnummer des Kulturdenkmals; Grundsortierung der Liste erfolgt nach dieser Adresse. Der Link Karte führt zu verschiedenen Kartendarstellungen und nennt die Koordinaten des Kulturdenkmals.
 Kartenansicht, um Koordinaten zu setzen – in dieser Kartenansicht sind Kulturdenkmale ohne Koordinaten mit einem roten bzw. orangen Marker dargestellt und können in der Karte gesetzt werden. Kulturdenkmale ohne Bild sind mit einem blauen bzw. roten Marker gekennzeichnet, Kulturdenkmale mit Bild mit einem grünen bzw. orangen Marker.
- Datierung: gibt das Jahr der Fertigstellung beziehungsweise das Datum der Erstnennung oder den Zeitraum der Errichtung an
- Beschreibung: bauliche und geschichtliche Einzelheiten des Kulturdenkmals, vorzugsweise die Denkmaleigenschaften
- ID: Die ID identifiziert das Kulturdenkmal eindeutig. In Thüringen sind aktuell keine IDs veröffentlicht. In der ID-Spalte kann sich auch folgendes Icon  befinden, dies führt zu Angaben zu diesem Kulturdenkmal bei Wikidata.

## Ensemble

### Böseckendorf
| Bild                                    | Bezeichnung           | Lage | Datierung | Beschreibung | ID |
| --------------------------------------- | --------------------- | --- | --------- | ------------ | -- |
| Direkt Bild zu diesem Denkmal hochladen | Historischer Ortskern | Dorfstraße 1, 3, 5, 7, 9–11, 13, 15–16, 19–25, 27, 32–36, 38, 40–43, 45, 47; Bleckenröder Straße 1, 2, 4; Hinter dem Dorfe 1, 3; Kirchgasse 1, 4, 6, 8, 9 Flur 5 / Flurstück(e) 21, 22, 23, 24, 25, 26, 27, 28, 29, 30, 31, 32, 33, 34, 35, 36, 38, 39/2, 39/3, 41, 42, 43, 46, 47, 48, 49, 50, 51, 52, 53, 54, 55, 56, 57, 58, 59, 60, 61, 62, 63, 64, 65, 68, 69, 70, 81, 82, 83, 84, 85, 86, 87, 88, 89, 90, 91, 92, 93, 94, 95/1, 95/2, 96, 97, 98, 99, 100/1, 100/2, 101, 102, 103, 108, 109, 110, 113, 114, 127, 128/3, 129, 130, 131, 132; Flur 6 / Flurstück(e) 144, 145, 148 |           |              |    |

## Einzeldenkmale

### Bleckenrode
| Bild                                    | Bezeichnung | Lage                                     | Datierung | Beschreibung | ID |
| --------------------------------------- | ----------- | ---------------------------------------- | --------- | ------------ | -- |
| Direkt Bild zu diesem Denkmal hochladen | Schule      | Am Dorfplatz 6 Flur 3 / Flurstück(e) 103 |           |              |    |

### Böseckendorf
| Bild                                    | Bezeichnung                                                           | Lage                                                                           | Datierung | Beschreibung | ID |
| --------------------------------------- | --------------------------------------------------------------------- | ------------------------------------------------------------------------------ | --------- | ------------ | -- |
| Direkt Bild zu diesem Denkmal hochladen | Wohnhaus und Scheune mit Torfahrt                                     | Dorfstraße 20 im ENS Historischer Ortskern Flur 5 / Flurstück(e) 108           |           |              |    |
| Direkt Bild zu diesem Denkmal hochladen | Wohnhaus                                                              | Dorfstraße 29 im ENS Historischer Ortskern Flur 5 / Flurstück(e) 55            |           |              |    |
| Direkt Bild zu diesem Denkmal hochladen | Gehöft                                                                | Dorfstraße 30 im ENS Historischer Ortskern Flur 5 / Flurstück(e) 94            |           |              |    |
| Direkt Bild zu diesem Denkmal hochladen | Wohnhaus                                                              | Dorfstraße 39 Flur 5 / Flurstück(e) 63                                         |           |              |    |
| Direkt Bild zu diesem Denkmal hochladen | Wohnhaus                                                              | Dorfstraße 41 im ENS Historischer Ortskern Flur 5 / Flurstück(e) 64            |           |              |    |
| Direkt Bild zu diesem Denkmal hochladen | Wohnhaus                                                              | Dorfstraße 5 im ENS Historischer Ortskern Flur 5 / Flurstück(e) 25             |           |              |    |
| Direkt Bild zu diesem Denkmal hochladen | Mariengrotte                                                          | Dorfstraße o. Nr. auf dem Friedhof Flur 5 / Flurstück(e) 17                    |           |              |    |
| Direkt Bild zu diesem Denkmal hochladen | Bildstock                                                             | Kirchgasse 8 Bei der Kirche, östlich des Chores Flur 5 / Flurstück(e) 50       |           |              |    |
| weitere Bilder Fotos hochladen          | Kirche mit Ausstattung und Kirchhof / Kath. Filialkirche St. Nikolaus | Kirchgasse 8 im ENS Historischer Ortskern Flur 5 / Flurstück(e) 49, 50 (Karte) |           |              |    |

### Neuendorf
| Bild                                    | Bezeichnung                                                    | Lage                                                             | Datierung | Beschreibung | ID |
| --------------------------------------- | -------------------------------------------------------------- | ---------------------------------------------------------------- | --------- | ------------ | -- |
| Direkt Bild zu diesem Denkmal hochladen | Wohnhaus                                                       | Anger 6 Flur 2 / Flurstück(e) 175                                |           |              |    |
| Direkt Bild zu diesem Denkmal hochladen | Pfarrhaus                                                      | Dorfstraße 13 Flur 2 / Flurstück(e) 215/1                        |           |              |    |
| Direkt Bild zu diesem Denkmal hochladen | Wohnhaus                                                       | Dorfstraße 15 Flur 2 / Flurstück(e) 207                          |           |              |    |
| Direkt Bild zu diesem Denkmal hochladen | Gehöft                                                         | Dorfstraße 17 Flur 2 / Flurstück(e) 117/1                        |           |              |    |
| Direkt Bild zu diesem Denkmal hochladen | Wohnhaus                                                       | Dorfstraße 21 Flur 2 / Flurstück(e) 721/122                      |           |              |    |
| Direkt Bild zu diesem Denkmal hochladen | Gehöft                                                         | Dorfstraße 27 Flur 2 / Flurstück(e) 133/7                        |           |              |    |
| Direkt Bild zu diesem Denkmal hochladen | Gasthaus                                                       | Dorfstraße 31 Flur 2 / Flurstück(e) 209                          |           |              |    |
| Direkt Bild zu diesem Denkmal hochladen | Wohnhaus                                                       | Dorfstraße 33 Flur 2 / Flurstück(e) 114/1                        |           |              |    |
| Direkt Bild zu diesem Denkmal hochladen | Schule                                                         | Dorfstraße 35 Flur 2 / Flurstück(e) 210/2                        |           |              |    |
| Direkt Bild zu diesem Denkmal hochladen | Gehöft                                                         | Dorfstraße 36 Flur 2 / Flurstück(e) 113/1                        |           |              |    |
| Direkt Bild zu diesem Denkmal hochladen | Gehöft                                                         | Dorfstraße 37 Flur 2 / Flurstück(e) 110/1                        |           |              |    |
| Direkt Bild zu diesem Denkmal hochladen | Bildstock                                                      | Dorfstraße o. Nr. vor Dorfstraße 30 Flur 2 / Flurstück(e) 208/40 |           |              |    |
| Direkt Bild zu diesem Denkmal hochladen | Bildstock                                                      | Dorfstraße o. Nr. vor Dorfstraße 50 Flur 2 / Flurstück(e) 208/48 |           |              |    |
| Direkt Bild zu diesem Denkmal hochladen | Bildstock                                                      | Feldstraße o. Nr. vor Feldstraße 1a Flur 2 / Flurstück(e) 208/62 |           |              |    |
| Direkt Bild zu diesem Denkmal hochladen | Kapelle / Antoniusklus                                         | Feldstraße o. Nr. Flur 3 / Flurstück(e) 252/2                    |           |              |    |
| Direkt Bild zu diesem Denkmal hochladen | Bildstock                                                      | Friedensstraße o. Nr. Flur 2 / Flurstück(e) 186                  |           |              |    |
| weitere Bilder Fotos hochladen          | Kirche mit Ausstattung und Kirchhof / Kath. Kirche St. Nikolai | Kirchstraße o. Nr. Flur 2 / Flurstück(e) 215/1 (Karte)           |           |              |    |

### Teistungen
| Bild                                    | Bezeichnung                                                         | Lage                                                                   | Datierung | Beschreibung | ID |
| --------------------------------------- | ------------------------------------------------------------------- | ---------------------------------------------------------------------- | --------- | ------------ | -- |
| Direkt Bild zu diesem Denkmal hochladen | Zollamt                                                             | Duderstädter Straße 1 Flur 6 / Flurstück(e) 207/4                      |           |              |    |
| Direkt Bild zu diesem Denkmal hochladen | Kruzifix                                                            | Friedhofstraße o. Nr. auf dem Friedhof Flur 1 / Flurstück(e) 69/1      |           |              |    |
| Direkt Bild zu diesem Denkmal hochladen | Kruzifix                                                            | Friedhofstraße o. Nr. vor Friedhofstraße 22 Flur 6 / Flurstück(e) 75/6 |           |              |    |
| Direkt Bild zu diesem Denkmal hochladen | Gehöft / Unterhof                                                   | Hauptstraße 15 Flur 6 / Flurstück(e) 140/18                            |           |              |    |
| Direkt Bild zu diesem Denkmal hochladen | Gutshof / Oberhof                                                   | Hauptstraße 19 Flur 6 / Flurstück(e) 143/13, 143/18                    |           |              |    |
| weitere Bilder Fotos hochladen          | Kirche mit Ausstattung und Kirchhof / Kath. Pfarrkirche St. Andreas | Hauptstraße o. Nr. Flur 6 / Flurstück(e) 159/4 (Karte)                 |           |              |    |
| Direkt Bild zu diesem Denkmal hochladen | Wohnhaus                                                            | Hohenzaunstraße 19 Flur 6 / Flurstück(e) 258                           |           |              |    |
| Direkt Bild zu diesem Denkmal hochladen | Steinernes Kreuz                                                    | Klosterweg o. Nr. Flur 3 / Flurstück(e) 29/4                           |           |              |    |

### Teistungenburg
| Bild                                    | Bezeichnung                                            | Lage                                                                  | Datierung | Beschreibung | ID |
| --------------------------------------- | ------------------------------------------------------ | --------------------------------------------------------------------- | --------- | ------------ | -- |
| Direkt Bild zu diesem Denkmal hochladen | Schule                                                 | Bergstraße 1 Flur 2 / Flurstück(e) 262/5                              |           |              |    |
| Direkt Bild zu diesem Denkmal hochladen | Grenzkontrollpunkt                                     | Duderstädter Straße 9 Flur 3 / Flurstück(e) 60/82                     |           |              |    |
| weitere Bilder Fotos hochladen          | Ruine / ehem. Zisterzienserinnenkloster Teistungenburg | Klosterweg 5–10 Flur 3 / Flurstück(e) 24/8, 24/7, 11/6, 11/17 (Karte) |           |              |    |